# Yoonus Shah
Yoonus Shah (Hindi यूनुस शाह; * 10. Mai 2001) ist ein indischer Leichtathlet, der sich auf den Mittelstreckenlauf spezialisiert hat.

## Sportliche Laufbahn
Erste internationale Erfahrungen sammelte Yoonus Shah im Jahr 2021, als er bei den World University Games in Chengdu mit 3:54,70 min in der Vorrunde im 1500-Meter-Lauf ausschied. 2025 gewann er dann bei den Asienmeisterschaften in Gumi in 3:43,03 min die Bronzemedaille hinter dem Japaner Kazuto Iizawa und Lee Jae-ung aus Südkorea.

## Persönliche Bestzeiten
- 800 Meter: 1:52,89 min, 31. Oktober 2022 in Bilaspur
- 1500 Meter: 3:41,93 min, 21. April 2025 in Kochi